# Dolichopus kosterini
Dolichopus kosterini (лат.) — вид двукрылых из семейства мух-зеленушек (Dolichopodidae). Вид назван в честь российского одонатолога О. Э. Костерина. Известен из Хакасии (Россия).

## Описание
От других видов отличается по большей части жёлтыми усиками, наличием длинной вентральной щетинки на вершине на передних голеней, а также положением передней предвершинной щетинки, которая удалена от вершины заднего бедра.